# Andrzej Socharski

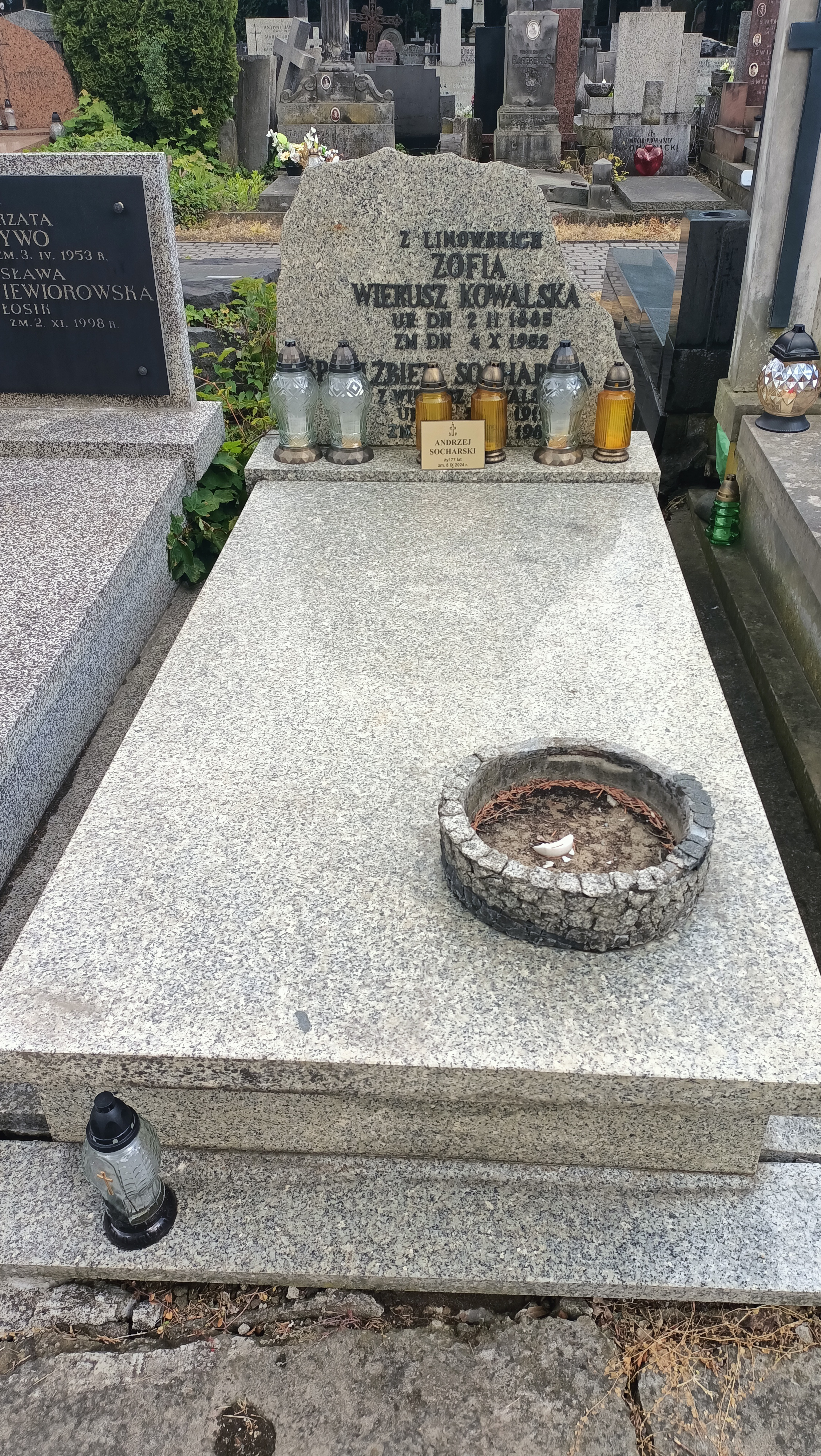
Grób Andrzeja Socharskiego na cmentarzu Powązkowskim w Warszawie

Andrzej Socharski (ur. 31 sierpnia 1947 w Warszawie, zm. 8 września 2024) – polski strzelec sportowy, trener, medalista mistrzostw Europy i mistrzostw świata, olimpijczyk z Montrealu 1976.
Specjalista w strzelaniu do rzutków (skeet). Podczas kariery sportowej reprezentował klub Legia Warszawa. Wielokrotny mistrz Polski.
Pierwsze sukcesy na arenie międzynarodowej odniósł jako junior zdobywając w roku 1967 tytuł wicemistrza Europy juniorów w konkurencji skeet 100.
W roku 1975 zdobył srebrny medal mistrzostw świata w konkurencji skeet 100 w drużynie (partnerami byli: Wiesław Gawlikowski, Jerzy Trzaskowski, Piotr Nowakowski).
Medalista mistrzostw Europy:
- złoty 
  - w roku 1970 w konkurencji skeet 200 indywidualnie
- srebrny
  - w roku 1970 w konkurencji skeet 150 drużynowo (partnerami byli: Olgierd Korolkiewicz, Włodzimierz Danek, Artur Rogowski)
  - w roku 1973 (partnerami byli: Wiesław Gawlikowski, Artur Rogowski, Piotr Waślicki)
  - w roku 1976 w konkurencji skeet 200 indywidualnie,
- brązowy 
  - roku 1972 w konkurencji skeet 150 drużynowo (partnerami byli: Wiesław Gawlikowski, Artur Rogowski, Piotr Waślicki)
  - w roku 1975 w konkurencji skeet 100 drużynowo (partnerami byli: Wiesław Gawlikowski, Jerzy Trzaskowski, Piotr Waślicki).
  - w roku 1976 w konkurencji skeet 100 w drużynie (partnerami byli: Wiesław Gawlikowski, Piotr Nowakowski, Włodzimierz Danek,
  - w roku 1977 w konkurencji skeet 150 drużynowo (partnerami byli: Wiesław Gawlikowski, Jerzy Trzaskowski, Piotr Waślicki),

Na igrzyskach w roku 1976 w Montrealu wystartował w strzelaniu do rzutków skeet zajmując 14. miejsce.